# يان هنتر (لاعب كريكت)
يان هنتر (11 سبتمبر 1979 - ) (بالإنجليزية: Ian Hunter)‏ هو لاعب كريكت بريطاني.